# Mercato San Severino (stacja kolejowa)
Mercato San Severino (wł: Stazione di Mercato San Severino) – stacja kolejowa w Mercato San Severino, w regionie Kampania, we Włoszech. Znajdują się tu 2 perony.

## Historia
Stacja Mercato San Severino została otwarta wraz z linią do Avellino w 1861 roku. W 1902 roku stacja uzyskuje połączenie z Salerno: to właśnie w tym okresie stacja zostaje przebudowana na stację węzłową. Powstają nowe tory, dworzec towarowy, kilka magazynów i lokomotywownia.
W trzęsieniu ziemi w 1980 roku stacja została poważnie uszkodzona.